# Cholula de Rivadavia
Cholula de Rivadavia (ursprünglich Nahuatl Cholollan; kurz Cholula, oft auch nach dem Namen des Municipios San Pedro Cholula) ist eine Stadt mit ca. 105.000 Einwohnern im mexikanischen Bundesstaat Puebla. Aufgrund des großen Bevölkerungswachstums von Puebla gehört das als Pueblo Mágico anerkannte Cholula de Rivadavia heute zur Metropolregion Puebla.
Der Beiname Rivadavia bezieht sich auf Bernardino Rivadavia, einem Führer der Unabhängigkeitsbewegung und ersten Präsidenten Argentiniens.
Cholula de Rivadavia ist Hauptstadt des Municipio San Pedro Cholula. Es kommt manchmal selbst unter Einheimischen zur Verwirrung, da San Pedro Cholula ein Nachbarmunicipio namens San Andrés Cholula mit gleichnamiger Hauptstadt San Andrés Cholula hat, die eine Konurbation mit Cholula de Rivadavia bildet. Etwa 20 km Richtung Südwesten befindet sich ebenfalls eine kleinere Ortschaft namens Santa Isabel Cholula.

## Lage und Klima
Cholula de Rivadavia liegt ca. 15 km (Fahrtstrecke) westlich des Stadtzentrums von Puebla in einer Höhe von ca. 2146 m zu Füßen des Vulkans Popocatépetl. Das Klima ist gemäßigt bis warm; Regen (ca. 955 mm/Jahr) fällt überwiegend in den Sommermonaten.

## Bevölkerungsentwicklung
| Jahr      | 2000   | 2010   | 2020    |
| Einwohner | 70.715 | 87.897 | 102.260 |

Der überwiegende Teil der Bevölkerung ist indianischer Abstammung; zahlreich sind auch Mestizen. Gesprochen wird meist Spanisch.

## Geschichte
Cholula war schon in präkolumbischer Zeit ein wichtiger Siedlungsort. Wahrscheinlich siedelten hier schon Menschen im 5. Jahrhundert v. Chr.
Zwischen 725 und 1525 n. Chr. war Cholula ein bedeutendes spirituelles Zentrum im Hochtal von Mexiko. Cholula beherbergte neben anderen Heiligtümern auch die wichtigste Kultstätte der Gottheit Quetzalcoatl, die von den Azteken anfänglich mit der Person des späteren Eroberers Hernán Cortés verbunden worden ist. Bis zum 16. Jahrhundert bewahrte Cholula, ähnlich wie die benachbarten Staaten Tlaxcala und Huejotzingo die Unabhängigkeit vom Reich der Azteken. Zur Zeit der Ankunft der Spanier in Mittelamerika hatte die Stadt wahrscheinlich über 100.000 Einwohner und war grade erst Tenochtitlan tributpflichtig geworden.
Anfang Oktober 1519 erreichten die Spanier mit ihren indianischen Hilfstruppen auf ihrem Weg nach Tenochtitlan die Stadt und wurden von der Bevölkerung eher unfreundlich empfangen. Von indigenen Priestern erfuhren sie, dass eine aztekische Streitmacht im Anmarsch wäre und ein Hinterhalt geplant würde. Selbiges wurde durch eine Einwohnerin der Stadt, die sich an Malinche, die Dolmetscherin von Cortés, wandte, bestätigt. Nachdem spanische Soldaten die Errichtung von Barrikaden in den Straßen Cholulas entdeckten, führten sie einen Präventivschlag gegen die Einwohner der Stadt durch, an dem sich auch die Tlaxcalteken beteiligten und dabei viele Bewohner der feindlichen Stadt töteten. Danach befahl Cortés den überlebenden Kazike der Stadt, die geflohenen Einwohner zurückzuholen und die Märkte wieder zu öffnen. Die genauen Gründe, die Cortés zu diesem Massaker veranlassten, lassen sich nach heutiger Quellenlage nicht mehr eindeutig benennen.
Sehr bald nach der spanischen Eroberung Mexikos erhielt Cholula am 27. Oktober 1535 den Titel einer Stadt und wenige Jahre später ein europäisch geprägtes Stadtwappen. Die Stadt wuchs zwar verhältnismäßig stark, erreichte aber nie die Wichtigkeit des nahegelegenen Puebla.

## Stadtbild und Sehenswertes
- Die Arkaden rund um den Zócalo von Cholula de Rivadavia zählen zu den längsten Mexikos. Sie beherbergen kleine Cafés und Läden. Von hier aus blickt man auf den kleinen Stadtpark und die 49 Kuppeln der berühmten Capilla Real (16. Jahrhundert) des ehemaligen Klosters San Gabriel.
- Cholula war vor der Conquista ein beliebtes Pilgerziel, mit zahlreichen Tempeln, Klöstern und Pyramiden. Eine der größten jemals errichteten Pyramiden, die im Gebiet San Andrés Cholula gelegene große Pyramide von Cholula ist bis heute erhalten geblieben und gehört immer noch zu den größten Sakralbauten der Welt.
- Nach der Conquista ist Cholula immer noch eine heilige Stadt geblieben, denn sie hat 38 Kirchen, die der Legende nach zusammen 365 Kuppeln besitzen.[4] Über der Stadt thront die Kirche Nuestra Señora de los Remedios. Interessant ist außerdem die von zahlreichen Kuppeln mit Laternen bedeckte Capilla Real im Komplex des Konvents von San Gabriel.

Umgebung
- Zu den künstlerisch bedeutendsten Kirchen Mexikos gehören außerdem Santa María Tonantzintla und San Francisco Acatepec im Gebiet von San Andrés Cholula. Beide sind herausragende Beispiele des mexikanischen Barock.

## Söhne und Töchter der Stadt
- Vicente T. Mendoza (1894–1964), Musikwissenschaftler und Folkloreforscher